# Le Phare (Andenne)
 (janvier 2025).
Pour les articles homonymes, voir Le Phare et Phare (homonymie).

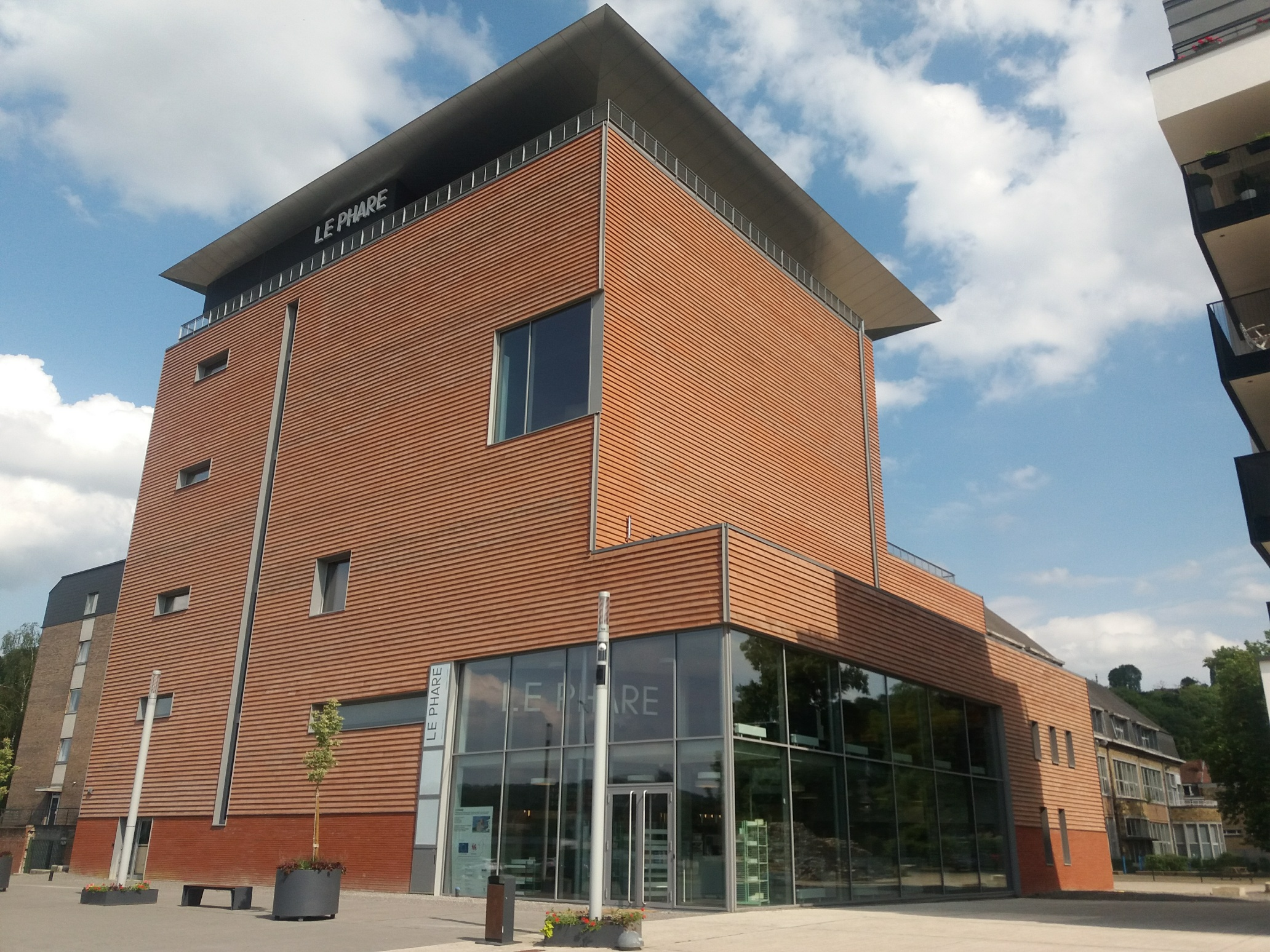
Le Phare - Andenne

Le Phare, situé dans le centre d’Andenne, (Wallonie – Province de Namur) constitue un des pôles culturels principaux de la ville. Il regroupe l’Office du Tourisme, l’Espace Muséal d’Andenne (EMA) et la bibliothèque. Cet édifice à l’architecture remarquable est aussi le plus haut d’Andenne : sa terrasse, au 5e étage, offre une vue panoramique sur la ville et les paysages de la Cité mosane.

Implanté sur l’ancienne École normale d’Andenne datant des années 1930, Le Phare a vu le jour grâce au soutien des fonds FEDER et de la Wallonie, et s’inscrit dans le projet de revitalisation urbaine du centre-ville d’Andenne. Parmi les 4 projets présentés à la Ville, c’est celui de l’atelier d’architecture AIUD (Liège) associé à l’architecte français de renommée internationale Rudy Ricciotti, auteur du Mucem à Marseille, qui a remporté ce marché d’environ 8.900.000 euros.
La conception de l’ensemble est basée sur le principe d’une alliance entre l’ancien et le contemporain : utilisation rationnelle de l’énergie grâce à des techniques de pointe, mais aussi préservation du patrimoine existant (ancienne piscine Art Déco). Un travail minutieux de conservation des matériaux de qualité (anciens carrelages) a été effectué, et la céramique, matériau ayant traversé toute l’histoire d’Andenne, est utilisée pour la « peau » du bâtiment qui lui confère ses exceptionnelles performances énergétiques.

## L'Office du tourisme
Installé anciennement dans un hôtel de maitre de style Art Nouveau sur la Place des Tilleuls, puis dans la Maison du Citoyen, l’Office du Tourisme a pris place désormais dans Le Phare.
Andenne se démarque par ses nombreux attraits touristiques : son patrimoine remarquable tels que les vieux quartiers, la collégiale Sainte-Begge et les églises romanes classées, mais aussi Thon-Samson, l’un des plus beaux villages de Wallonie, le Carnaval des Ours et d’autres traditions locales. 
Les amateurs de promenade seront conquis[non neutre] par les sentiers qui sillonnent la Cité des Ours grâce notamment au nouveau réseau de balades balisées, accessible depuis juillet 2021. Plusieurs lieux remarquables sont à mentionner : la Vallée de la Meuse et du Samson, la réserve naturelle de Sclaigneaux, etc.
L’équipe de l’Office du Tourisme accueille et conseille les visiteurs sur les richesses de la région : cartes de promenades, cartes IGN, RAVeL, chemins de Saint-Jacques de Compostelle et parcours GR 575 ; informations et parcours thématiques sur Andenne et ses villages ; renseignements sur les hébergements et établissements Horeca ; proposition d’activités sportives, culturelles ou touristiques à faire seul ou en famille ; agenda des manifestations. De nombreuses brochures sont à la disposition des visiteurs.
Des activités variées sont organisées tout au long de l’année par l’Office du Tourisme, destinées à la mise en valeur de la région.

## La bibliothèque
La bibliothèque communale d’Andenne est désormais immergée dans les exceptionnels décors et les carrelages turquoise de la piscine Art déco de l’ancienne Ecole normale de la ville.
L’ancien bassin est toujours visible à travers le sol vitré sous les rayons de la bibliothèque. 30.000 ouvrages, répartis sur deux étages et en trois espaces (adultes, adolescents et enfants), peuvent être empruntés ou consultés sur place. Ils regroupent les romans, les albums, les documentaires, les périodiques, les livres audio, les ouvrages d’art, etc. L’étage de la bibliothèque, anciennement vestiaires de la piscine, accueille les lecteurs dans sa salle de lecture. C’est à cet étage que sont rangés les encyclopédies, les dictionnaires généraux et spécialisés, les ouvrages d’art en consultation sur place, un fonds d’histoire locale (Grand Andenne) en consultation sur demande ou encore un fonds d’ouvrages en français facile pour les apprenants en alphabétisation. Une collection de BD et mangas est par ailleurs accessible dans cette bibliothèque qui rend hommage à Edouard Aidans et aux nombreux auteurs de BD de la région.
La bibliothèque propose également une aide à la recherche documentaire, des conseils de lecture, un espace de lecture et de travail, un catalogue en ligne, un prêt à domicile pour les seniors et PMR, des activités destinées aux différents publics, un service de photocopie, un accès au WiFi et un accès à un ordinateur. 
La bibliothèque ne conserve pas uniquement des livres, elle détient également une grainothèque. Aussi, elle promeut les artistes de la région à travers différentes expositions.

## Espace Muséal d’Andenne (EMA)
Anciennement divisé en deux institutions, l’Espace Muséal d’Andenne est né de la fusion du musée du Centre archéologique de la grotte Scladina et du musée de la Céramique d’Andenne.
L’EMA propose un voyage interactif entre histoire et mémoire, avec une scénographie moderne et ludique adaptée aux petits et grands. 
Vous pourrez en apprendre davantage sur la Préhistoire à travers les découvertes archéologiques de la grotte Scladina, toujours fouillée actuellement. De nouveaux ossements fossiles sont à jour chaque année, mais la découverte majeure reste celle de la fillette néandertalienne de Scladina. Il s’agit de la découverte anthropologique belge la plus spectaculaire du 20e siècle. Cet espace muséal s’articule en différents pôles permettant d’explorer les découvertes de la grotte ainsi que les métiers scientifiques liés aux fouilles. 
La céramique est exposée sur deux étages et présente un savoir-faire qui a fait la renommée de la région. Au fil du parcours, le visiteur découvre les différentes utilisations de la céramique de l’époque mérovingienne à aujourd’hui. Le visiteur parcourt les richesses du patrimoine matériel et immatériel du territoire Andennais ainsi que les techniques de conservation et de restauration propres aux objets exposés. 
Le service de médiation propose aux visiteurs différentes activités et animations adaptées aux différents publics : visites thématiques, ateliers, stages pour les enfants, outils pédagogiques. 
Différents thèmes propres à la céramique et à la Préhistoire sont exploités dans les expositions temporaires proposées par l’équipe du musée. Du 15 juin 2021 au 17 octobre 2021, l’exposition « Ceramic Valley » plongeait le visiteur dans l’univers de la céramique industrielle à Andenne. Entre décembre 2021 et mai 2022, « Mammouth, steppe by steppe » se penchait sur ce géant d’autrefois.

## La Terrasse
La terrasse culmine le bâtiment du Phare et offre une vue panoramique sur la ville d’Andenne et les paysages de la Cité mosane. Elle est accessible gratuitement pendant les heures d’ouverture du Phare (du mardi au dimanche de 10h à 18h).

## Sources
1. ↑  Laurent Trotta, « Escapade belge, pourquoi le Phare d’Andenne va vous éblouir, in La Libre, 9 mai 2021 https://www.lalibre.be/lifestyle/magazine/2021/05/09/escapade-belge-pourquoi-le-phare-dandenne-va-vous-eblouir-RBYHRRL6JNH3JAJRQOGWCTILKE/
2. ↑  « FEDER 7 : Le Phare à Andenne » sur infrastructures.wallonie.be 
https://infrastructures.wallonie.be/files/PDF/POUVOIR%20LOCAL/4-INFRASTRUCTURES-LOCALES/1%202%20B%C3%A2timents%20et%20espaces%20publics/FEDER7_le%20phare_Andenne.pdf
3. ↑  « Un bâtiment innovant et valorisant le passé pour redynamiser le centre-ville d’Andenne, Belgique » sur ec.europa.eu/regional_policy https://ec.europa.eu/regional_policy/fr/projects/Belgium/an-innovative-building-that-values-the-past-with-the-aim-of-revitalising-the-city-centre-of-andenne-belgium
4. ↑  « AIUD/Le Phare » sur archiurbain.be, 16 juillet 2021 https://www.archiurbain.be/?p=9980
5. ↑  Liliane Fanello, Bibliothèque communale d’Andenne : plonger dans les livres !, in Lectures.Cultures.24, septembre-octobre 2021, pp. 25-28
6. ↑  Centre archéologique de la grotte Scladina, « L’Enfant de Sclayn | Grotte préhistorique Scladina (Andenne) » [archive], scladina.be (consulté le 30 mai 2022)
7. ↑  Michel Toussaint et Dominique Bonjean, The Scladina I-4 Juvenile Neandertal, 2014, pp. 9-246
8. ↑  Robert Mordant, La porcelaine d’Andenne et ses marques, 1997
9. ↑  Eric Goemaere (dir.), Terres, pierres et feu en vallée mosane, 2020, pp. 53-83
10. ↑  Arnaud Péters et Geneviève Xhayet, La céramique industrielle à Andenne, XIXe – XXe siècles, 2021